# Effraie des clochers
Tyto alba · Chouette effraie
Espèce
Statut de conservation UICN

 LC  : Préoccupation mineure
Statut CITES
Répartition géographique
L'Effraie des clochers (Tyto alba) est une espèce de chouettes anciennement appelée Chouette effraie ou dame blanche. L'espèce peuple tous les continents, à l'exception de l'Antarctique et certaines îles. C'est l'espèce de Strigiformes la plus répandue au monde.

## Étymologie
Le nom vernaculaire de cette chouette vient d'orfraie (du latin ossifraga « [oiseau] briseur d'os ») qui désignait certaines espèces de rapaces pêcheurs diurnes. Depuis le XVIe siècle et en particulier chez Ronsard, ce terme orfraie existe déjà, mais pour désigner un rapace nocturne. Sous l'influence du verbe effrayer, il s'est déformé en Effraie, donnant le nom à cette chouette. Le terme « des clochers » indique simplement sa préférence pour les lieux isolés. En anglais, on l'appelle Barn Owl, soit la chouette des granges.
Le nom scientifique de cette chouette, Tyto Alba, vient du latin tuto, signifiant chouette ; et du latin alba signifiant blanc.

## Description

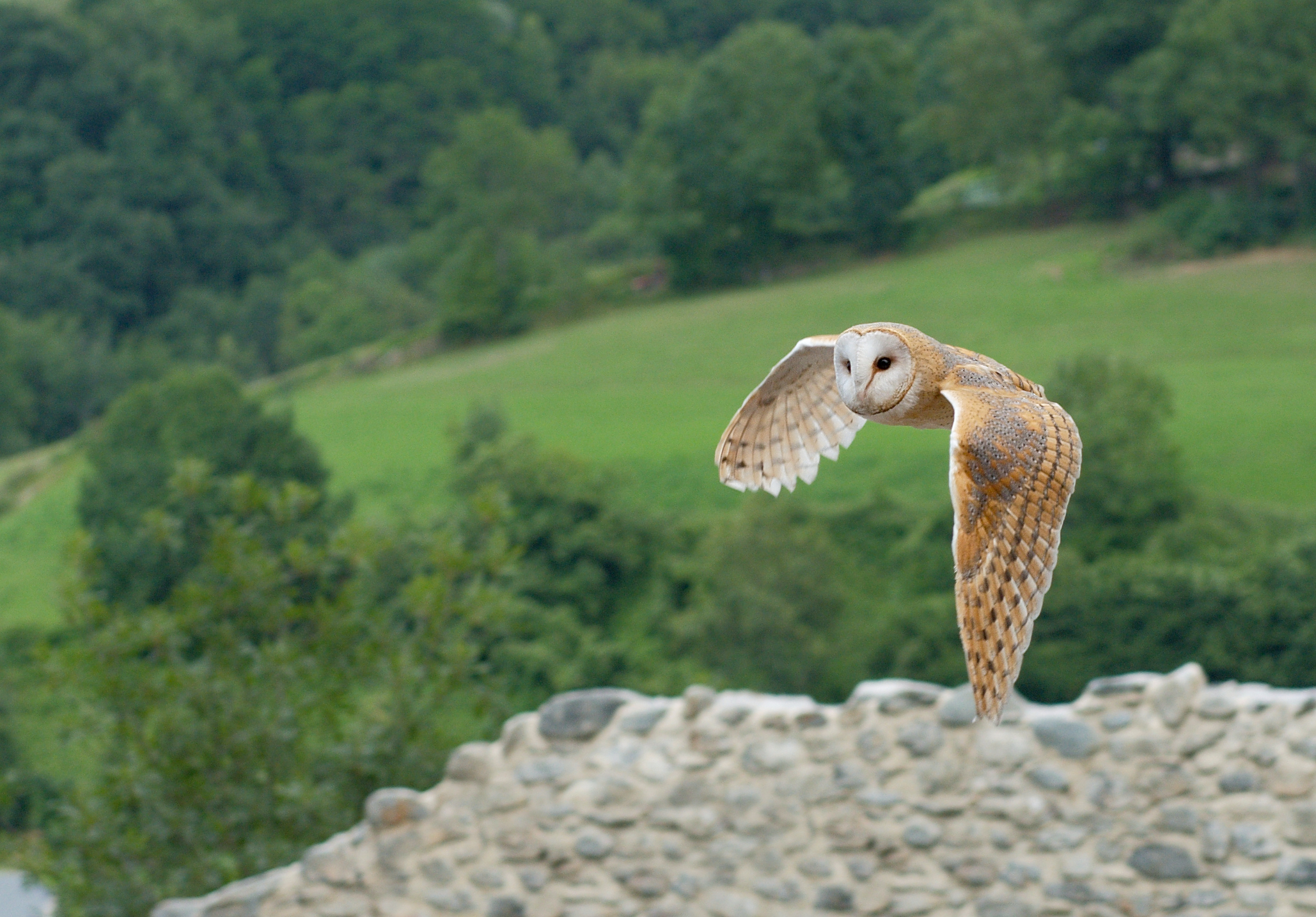
Chouette effraie en vol dans les Pyrénées (France).

La femelle est légèrement plus grande que le mâle, elle mesure 34 à 40 cm de long pour un poids de 290 à 360 g en moyenne. Le mâle mesure entre 32 et 38 cm pour un poids de 280 à 350 g. L'envergure est de 1,07 à 1,10 m pour les deux sexes. L'Effraie des clochers possède un masque facial blanc en forme de cœur. Le dessus du corps est gris cendré à brun jaune, richement pointillé et perlé de fines taches blanchâtres ourlées de noir. Le poitrail est blanchâtre à blanc roussâtre plus ou moins piqueté de brun foncé. Ses pattes sont longues, couvertes de plumes blanches et munies de doigts puissants aux serres bien développées. Ses ailes sont longues et plutôt étroites. L'iris de l'œil est noir. Il n'y a pas de dimorphisme sexuel (quoique le mâle soit un peu plus clair). Il est possible d'en voir une pendant la journée quoique rarement.
Son espérance de vie dépasse rarement 10 ans (en moyenne 8 ans) avec cependant des records de 18 et 21 ans.

### Cri
Son cri est un « khrûh » ou « khraikh » rauque, strident et répétitif qu'on compare souvent au ronflement d'un dormeur, ponctué de sonorités aiguës. Il y a aussi un deuxième cri, le chant territorial du mâle, durant environ 2 secondes, qui fait un « chhhhhh ».
Elle chuinte. Elle peut également pousser des sonorités plus discrètes ressemblant à des soupirs humains.
Elle claque également très fort du bec lorsqu'elle se sent menacée.

### Plumage
Bordées d'une frange souple, couvertes d'un moelleux duvet, les plumes de l'effraie absorbent très bien les frottements de l'air et réduisent les turbulences. Son vol silencieux permet à la chasseresse de surprendre ses proies avant qu'elles ne s'enfuient ou se cachent.
Dormant le jour, elle est protégée par son plumage « camouflé ».

### Vol
Son vol est le plus silencieux de tous les oiseaux de la planète. En effet, les Effraies des clochers possèdent un « peigne » présent sur les premières plumes de leurs ailes. Ce « peigne » se dessine comme une série de fines pointes rigides au bout des plumes qui modifient le flux d'air pour limiter les frottements. De plus, les plumes des Effraies des clochers possèdent un dessus duveteux ainsi que de fines dentelles. Ces paramètres morphologiques combinés donnent à la chouette effraie un vol quasi-inaudible. Ces formes ont inspiré des modèles d'éoliennes silencieuses et de ventilateurs pour l’informatique ,,.

## Comportement

### Alimentation
Son régime alimentaire se compose essentiellement de petits rongeurs (campagnols, mulots, souris) et musaraignes. Plus rarement elle capture des belettes ou des lapins, ainsi que des petits oiseaux, des amphibiens, de gros insectes, voire des chauves-souris capturées de manière opportuniste. L'ornithologue Uttendoerfer a étudié le régime alimentaire de l'effraie, par l'analyse des pelotes de réjection. Il a ainsi constaté que, sur 77 602 vertébrés recensés, on trouvait 74 250 mammifères (113 chauves-souris, 195 taupes, 20 466 musaraignes, 9 belettes), dont 54 438 petits rongeurs (rats, souris, mulots et campagnols) et 8 lapins, 2 414 oiseaux (1 273 moineaux domestiques, 149 moineaux friquets, 95 hirondelles de fenêtre, 77 hirondelles de cheminée, 71 martinets noirs…), 936 batraciens, 1 poisson, 1 lézard, et au moins 587 insectes et 1 limace.
Chaque individu mange environ 3 ou 4 proies par nuit. Cela représente plus de 4 000 proies par an pour chaque couple et leur progéniture.
Les pelotes de réjection mesurent environ 45 mm de longueur et 26 mm de largeur. Elles sont caractérisées par leur aspect sombre, brillant, arrondies aux deux extrémités et lisse quand elles sont fraîches.

### Chasse

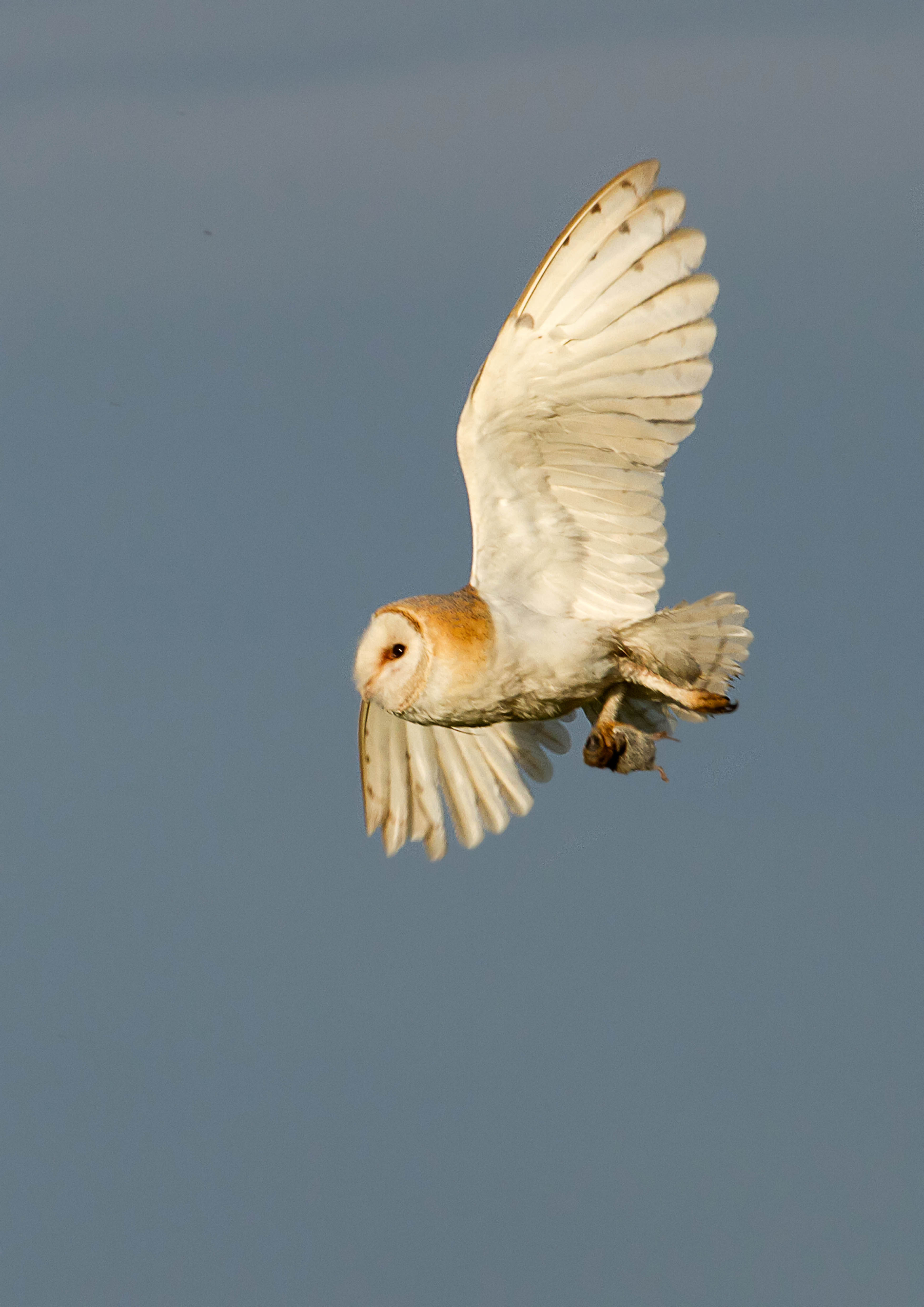

Le plumage des chouettes blanches aide celles-ci à chasser plus efficacement que celles au ventre roux à la pleine lune. La lumière de l'astre se reflète davantage sur leurs plumes et, tel un flash, éblouit les campagnols, ce qui fige leurs proies qui se laissent plus facilement capturer,.
L'Effraie des clochers chasse la nuit dans des étendues cultivées ou des prairies, elle est d'ailleurs connue en anglais sous le nom de « Barn Owl » soit « Chouette des granges » en français. La forme de ses yeux permet de concentrer un maximum de lumière sur la rétine. Ainsi, l'Effraie des clochers a besoin de cinquante fois moins d'éclairage que l'homme pour voir distinctement. Pendant longtemps, on a débattu de savoir si, dans le noir complet, les chouettes effraies repéraient leurs proies, par l'odeur, la captation de rayons infrarouges ou par les sons. Des recherches menées par le zoologiste Roger S. Payne dans les années 1950 ont clos ce débat grâce à une expérience astucieuse. Dans une grange complètement noire, observée avec des lunettes infrarouges, ils ont fait courir une souris silencieusement sur un tapis en mousse avec un morceau de papier émettant un bruissement attaché derrière sa queue. Une chouette, descendue de son perchoir, a alors capturé le morceau de papier et non la souris, démontrant par là que la chouette effraie réagissait aux sons et non aux odeurs ou aux rayons infrarouges.

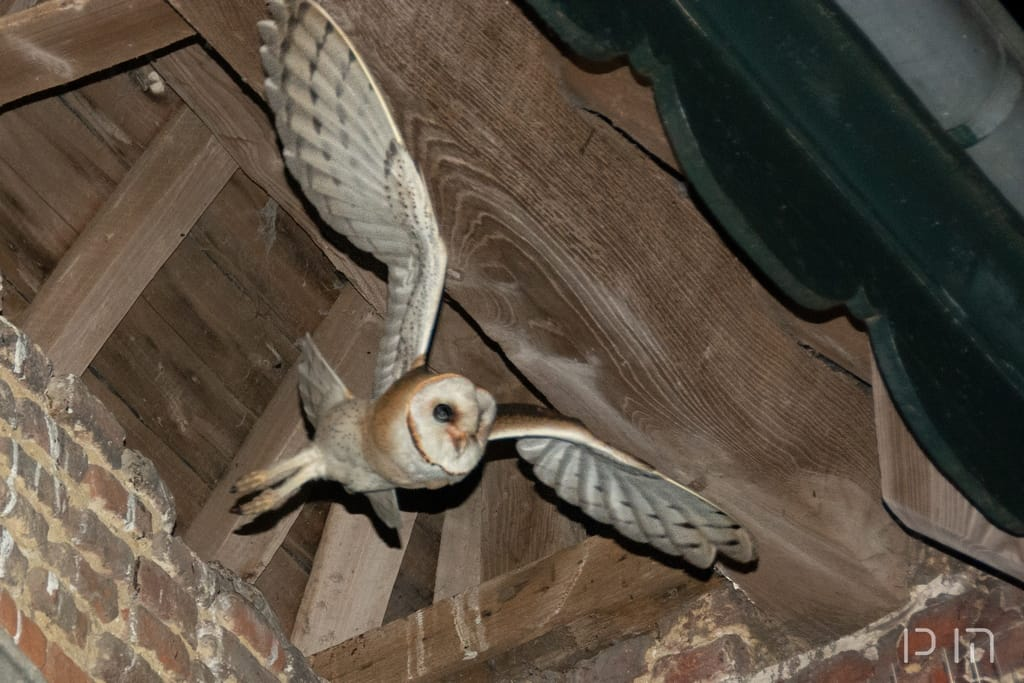
Chouette effraie, Fernelmont (Belgique) 04-07-2023.

Les chouettes, comparées aux autres oiseaux, ont de plus grandes ouvertures auditives, de plus grands tympans et des mécanismes plus sophistiqués pour transmettre les sons aux tympans, leur permettant de détecter des sons de très faible intensité. Toutes les chouettes bénéficient de disques faciaux couverts de plumes transmettant particulièrement bien les vibrations sonores jusque dans l'orifice auditif. Les chouettes, comme les hommes, peuvent bénéficier de l'audition stéréophonique afin de déterminer la direction horizontale de la provenance d'un son. Un son provenant de la droite arrivant plus tôt dans l'oreille droite que dans la gauche, il suffit à la chouette de tourner la tête jusqu'à ce que le son arrive de manière identique dans les deux oreilles pour savoir qu'elle fait maintenant face à sa proie. Mais elle bénéficie en plus d'un avantage tout à fait particulier dans la dissymétrie existant entre les dispositifs auditifs gauche et droite, le gauche étant plus haut, qui lui permet en analysant de faibles variations d'intensités sonores de s'orienter dans le plan vertical. Ainsi, grâce aux sons, la chouette peut identifier la localisation d'un rongeur, même par une nuit sans lune.

### Reproduction

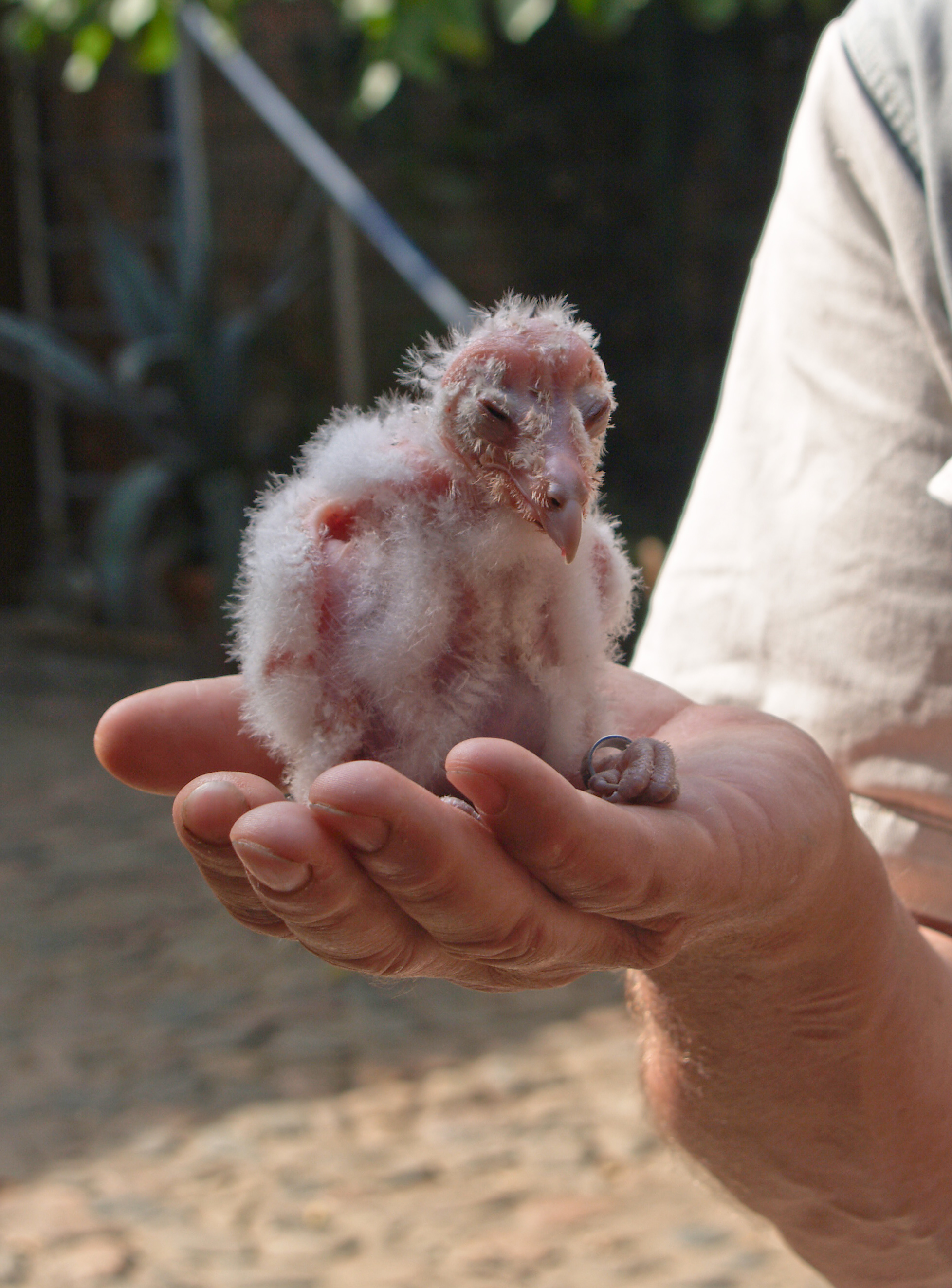
Oisillon de chouette effraie dans une main d’humain.

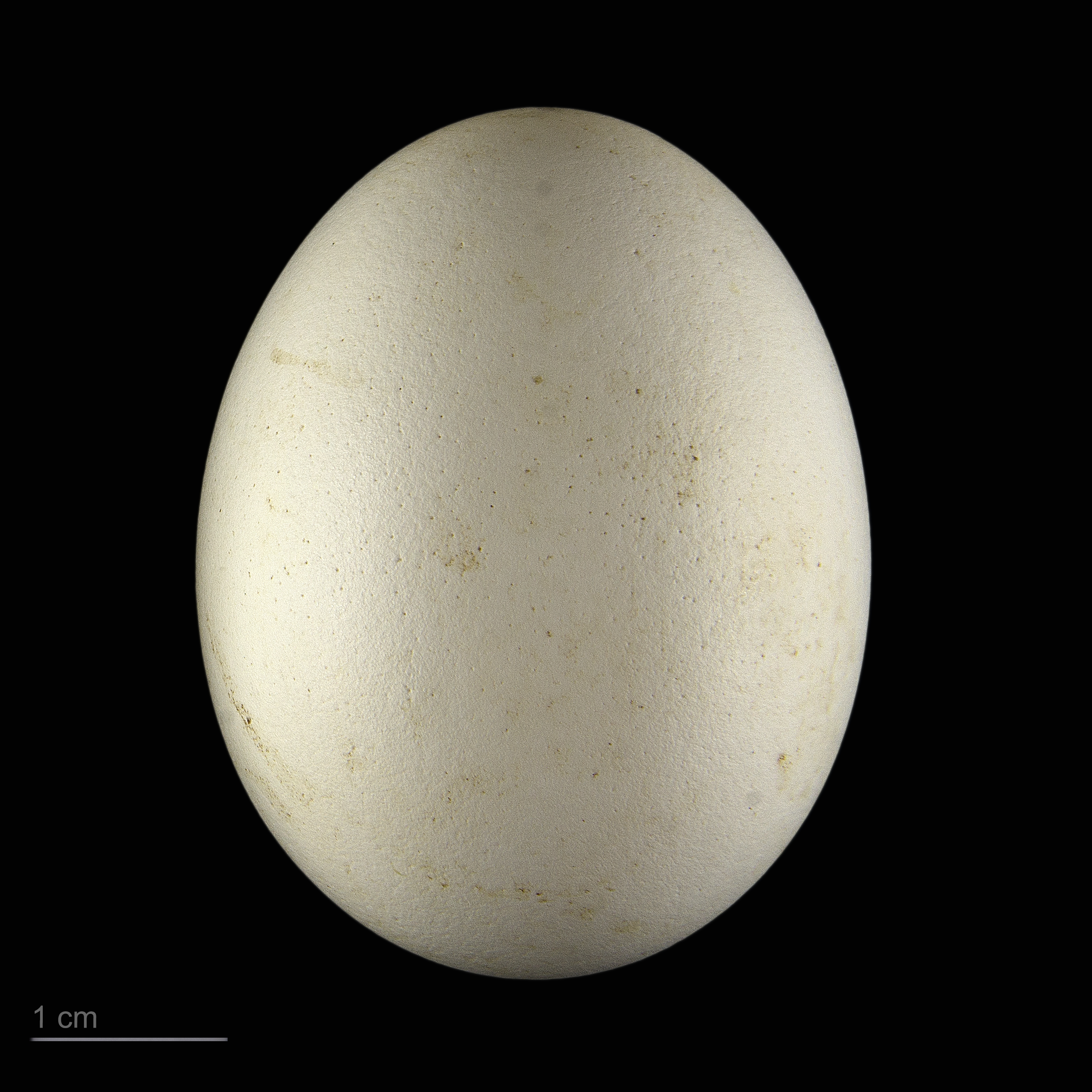
Œuf de Tyto alba guttata - Muséum de Toulouse.

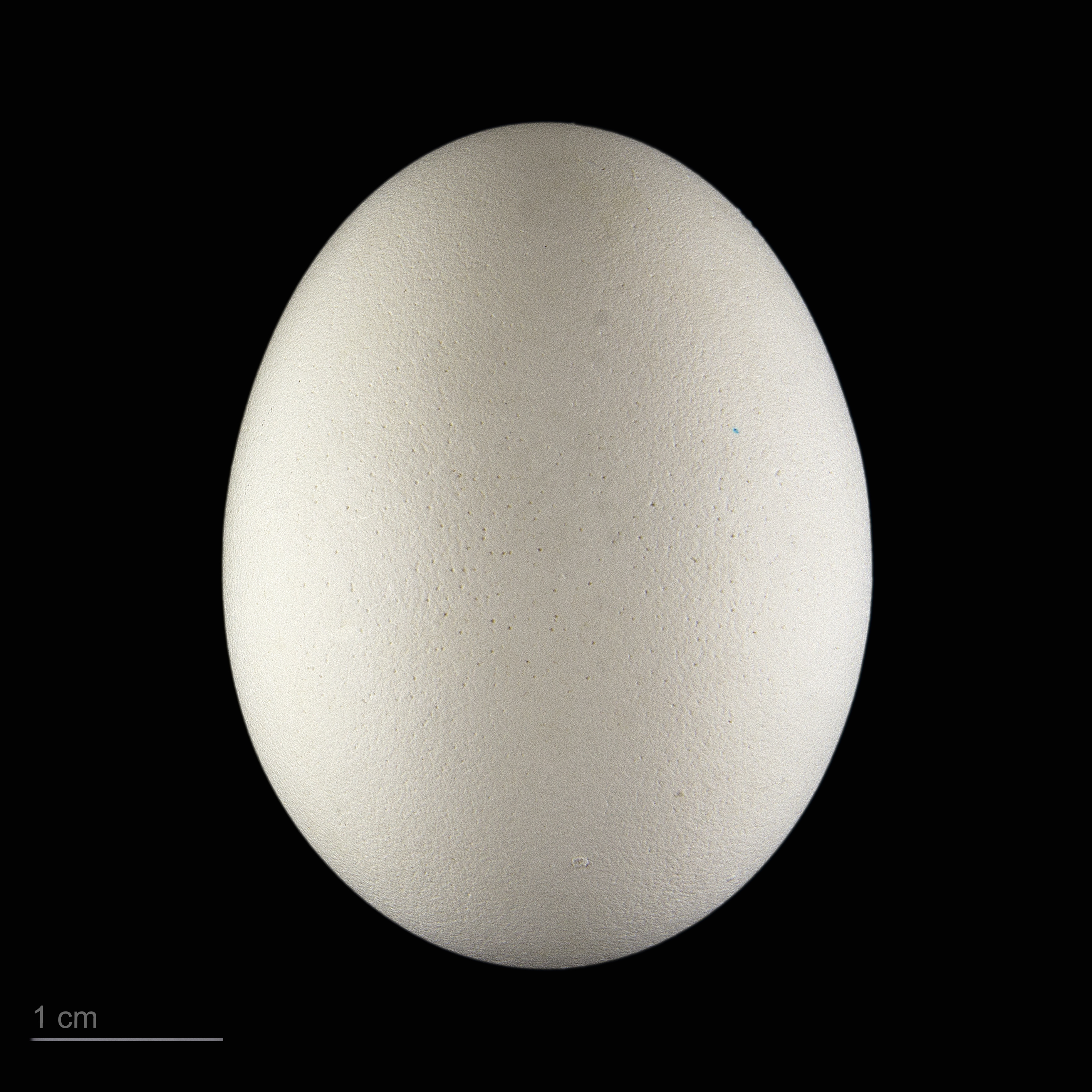
Œuf de Tyto alba affinis - Muséum de Toulouse.

Cette espèce est généralement monogame, bien que des cas de polygamie aient été observés. La femelle pond de 4 à 13 œufs en moyenne, qui mesurent de 35 à 43 mm par 30 à 33 mm. Elle pond 2 fois par année, au printemps et en été.
Lorsque la nourriture est très abondante, elle peut pondre jusqu'à 15 œufs, et une deuxième nichée peut se produire au cours de la même saison si les conditions météorologiques sont optimales (et jusqu'à trois dans de rares cas ; Johnsgard, 1988 et Konig, 1999[source insuffisante]).
Les œufs sont pondus à même le sol et la femelle les couve de 30 à 32 jours pendant que le mâle chasse pour la nourrir. Les éclosions étant étalées sur une à deux semaines, la taille et le plumage des petits varient énormément. Les jeunes quittent le nid  à 2 mois environ ; ils sont nourris par les deux parents. Chaque nuit, les deux parents tuent et transportent une quarantaine de petits mammifères et parfois de petits oiseaux pour se nourrir, eux et leurs petits[réf. nécessaire]. À la naissance les petits pèsent environ 15 g. La femelle les protège et les nourrit pendant presque un mois.

## Répartition et habitat

### Répartition
L'Effraie des clochers est l'oiseau terrestre le plus répandu dans le monde, présente dans toute l'Europe (sauf la Scandinavie, Malte et les régions de steppe), presque toute l'Afrique en dehors du Sahara, le sous-continent indien, l'Asie du sud-est, l'Australie, certaines îles du Pacifique et presque tout le continent américain.
Elle est habituellement sédentaire, c’est-à-dire qu'elle demeure dans son aire de nidification (ou dans les alentours) toute l'année. On la trouve principalement dans les zones habitées, plus rarement dans les forêts. Elle reste en général fidèle à sa patrie durant l'hiver, mais lorsque la nourriture vient à manquer (effondrement de la population de rongeurs), on a déjà observé des migrations de petits groupes d'adultes qui peuvent alors entreprendre des déplacements importants.
Cette particularité qu'ont les effraies de se disperser dans toutes les directions après la nidification ou lors d'une longue période de disette fait que leurs mouvements migratoires ont lieu dans toutes les directions et se font parfois en altitude. Malheureusement, une Effraie qui a élu domicile au-dessus de son aire de distribution habituelle ne tentera pas de redescendre en plaine ou en vallée à la saison froide, car une fois installée dans son nid, son habitus est sédentaire.
Ces Effraies installées en altitude, ou celles situées en limite nord de leur aire de répartition, sont susceptibles de mourir en hiver. Une étude de 1997 a montré que, contrairement à la Chouette hulotte ou au Hibou moyen-duc, l'Effraie des clochers a des dépenses énergétiques très élevées en hiver, du fait de la piètre isolation thermique conférée par ses plumes (notamment celles des pattes) et de ses habitudes alimentaires davantage axées sur la recherche de rongeurs, proies moins accessibles par forte couverture neigeuse.
La sous-espèce gracilirostris en voie d'extinction imminente aux Canaries est encore signalée à Fuerteventura, Lanzarote, Alegranza, Lobos, La Graciosa et Montaña Clara.

### Habitat
L'Effraie des clochers habite les grands milieux ouverts comme les prairies, les bandes herbeuses le long des champs et des haies ou des vergers. Elle peut utiliser des bâtiments tels que de vieilles granges ou des clochers d'église pour y élever sa progéniture, mais elle chasse au-dessus des vastes champs avoisinants. Comme son nom l'indique, elle habite les clochers, mais aussi les combles des grands édifices, les greniers des fermes, les granges et les pigeonniers.
Après la saison de nidification, la majorité des jeunes se dispersent à moins de 20 km de leur lieu de naissance. Une fois que les jeunes Effraies des clochers ont trouvé un site propice pour nicher, elles pourront y passer le reste de leur vie si la nourriture s'y trouve en quantité suffisante (Johnsgard, 1988, Konig, 1999 et Maslow, 1983[source insuffisante]).

## Statut de conservation
L'Effraie des clochers a décliné depuis le XIXe siècle, mais plus spécialement ces trente dernières années. Le déclin est estimé à plus de 50 % en Angleterre et en Irlande. En France, la population d'effraies est en régression, notamment dans l'est. Selon la Ligue pour la protection des oiseaux, il resterait en France entre 20 000 et 50 000 couples.

## Menaces
De nombreuses menaces pèsent sur l'Effraie des clochers telles que la démolition de vieux édifices. Si par exemple une famille de chouettes se loge à l'intérieur d'une vieille grange, il se pourrait que les rapaces soient touchés lors de la démolition du bâtiment.

### Trafic routier
Du fait de son vol rasant lors de la chasse (faible hauteur, en général entre 1,5 et 3 m), l'Effraie des clochers est particulièrement vulnérable aux collisions avec des véhicules. Diverses études menées en Espagne, en France, en Italie, en Allemagne et aux Pays-Bas, révèlent que les impacts accidentels avec les véhicules constituent la plus importante cause de mortalité, et que ce Tytonidé est l'espèce la plus touchée par ce phénomène au niveau européen. Les spécialistes estiment que chaque année les collisions avec des véhicules représentent jusqu'à 10% du taux de mortalité des individus. En France, le nombre d'Effraies tuées annuellement est de l'ordre de 10 000 à 20 000, voire plus (pour près de 10 000 grands mammifères sauvages). Une étude française a révélé que chaque année, le long d'un tronçon d'autoroute, on enregistre une mortalité moyenne de 1,23 Effraies des clochers par kilomètre de route.

### Modification du milieu de vie
La disparition des prairies et des haies boisées du fait du remembrement nuit à l'effraie car cela engendre la disparition des rongeurs qui constituent la base de son alimentation. La suppression des haies est aussi responsable des accidents avec les automobiles car les haies obligeaient l'effraie à voler plus haut aux abords des routes. De même la pose de grillages contre les pigeons sur les clochers et dans les granges supprime de nombreux sites de nidification pour l'Effraie.

### Pesticides
Les populations d'Effraies des clochers ont été affectées par les pesticides employés depuis la fin de la Seconde Guerre mondiale (près de 100 000 tonnes par an en France). Ainsi les organochlorés comme le DDT utilisé dès 1943 et interdit dans les pays industrialisés au début des années 1970, le lindane, l'aldrine et la dieldrine ont un impact maximal au sommet de la pyramide alimentaire. Chez les Effraies, outre des taux impressionnants de concentration dans le sang et les organes, l'épaisseur de la coquille des œufs s'amincit et cela met en péril les couvées.

### Prédation
Les principaux prédateurs de l'Effraie des clochers sont la fouine (surtout pour les œufs et les jeunes), l'hermine, le chat et le renard.

### Accidents divers
L'Effraie des clochers peut également s'électrocuter, l'électrocution représentant selon les pays de 2 à 8 % de la mortalité. Elle peut aussi entrer en collision avec des fils barbelés ou se noyer dans les abreuvoirs métalliques. Elle peut aussi se retrouver coincée dans les cheminées de nos habitations comme dans un piège.

## Protection

### Historique de la protection
Un des pays les plus précoces fut la Grande-Bretagne où une loi existe depuis 1954. Depuis 1981, les ornithologues et les photographes doivent avoir une autorisation spéciale pour l'approcher.
En France, l'Effraie des clochers a été protégée dès 1902 en tant qu'oiseau utile à l'agriculture du fait de sa destruction active de rongeurs, puis elle a bénéficié d'une prohibition de la chasse grâce à l'arrêté ministériel du 24 janvier 1972 relatif aux espèces dont la chasse est prohibée.
D'autres pays ont mis plus de temps à protéger l'Effraie des clochers : ainsi en 1983, elle n'était pas protégée en RDA et pas totalement en Grèce.

### Statut de protection actuel
L'Effraie des clochers bénéficie d'une protection totale sur le territoire français depuis l'arrêté ministériel du 17 avril 1981 relatif aux oiseaux protégés sur l'ensemble du territoire. Il est donc interdit de la détruire, la mutiler, la capturer ou l'enlever, de la perturber intentionnellement ou de la naturaliser, ainsi que de détruire ou enlever les œufs et les nids et de détruire, altérer ou dégrader leur milieu. Qu'elle soit vivante ou morte, il est aussi interdit de la transporter, colporter, de l'utiliser, de la détenir, de la vendre ou de l'acheter.

### Le cas du proche-orient
Le programme « Les chouettes ne connaissent pas de frontière » est un programme de conservation des Effraies des clochers qui a vu le jour en 1983 entre Israël, la Jordanie et la Palestine.
Ce programme a pour but de préserver cet animal auxiliaire dans la lutte contre les rongeurs en sensibilisant à son sujet et en installant des nichoirs dans différents pays. Le programme a effectué la pose de 3 500 nichoirs en Israël et 250 en Palestine ainsi qu'en Jordanie. Les populations présentes sont étudiées et sont suivies par des ornithologues avec des balises utilisant le système argos.
Pour le professeur Yossi Leshem de l'université de Tel-aviv, ce cas de coopération scientifique peut être un vecteur de paix et illustrer un cas de diplomatie scientifique en réunissant autour d'une table des pays en conflits pour œuvrer pour une cause commune.

## Symbolique
L'Effraie est à la base de nombreuses légendes et d'histoires de fantômes. En effet, par ses chuintements, les cris stridents, son vol fantomatique et ses cavalcades dans le grenier qui lui sert de gîte, tout accréditait une présence spectrale. Au Moyen Âge, la chouette était le symbole de l'hérésie. Elle apparaît ainsi environ 40 fois dans les œuvres de Jérôme Bosch dont dans La Tentation de Saint-Antoine[source insuffisante] (elle est peinte sur la tête du personnage qui suit saint Antoine). Cette mauvaise réputation de la « dame blanche » lui a valu d'être clouée sur les portes des granges qu'elle habitait, une pratique qui était censée protéger des orages, chasser la maladie, conjurer le mauvais sort et faire peur aux autres chouettes. Cette mauvaise réputation est attestée par Buffon en 1780 qui écrit à propos de l'effraie :
« Elle pousse différents sons aigres, tous si désagréables, que cela, joint à l'idée du voisinage des cimetières et des églises, et encore à l'obscurité de la nuit, inspire de l'horreur et de la crainte aux enfants, aux femmes, et même aux hommes soumis aux mêmes préjugés et qui croient aux revenants, aux sorciers, aux augures : ils regardent l'effraie comme l'oiseau funèbre, le messager de la mort ; ils croient que quand elle se fixe sur une maison, et qu'elle y fait retentir une voix différente de ses cris ordinaires, c'est pour appeler quelqu'un au cimetière ».
L'Effraie des clochers donne son nom à l'un des premiers recueils du poète Philippe Jaccottet, L'Effraie.

## Taxinomie

### Sous-espèces
D'après la classification de référence (version 14.1, 2024) de l'Union internationale des ornithologues, l'Effraie des clochers possède 10 sous-espèces (ordre philogénique) :
- Tyto alba alba (Scopoli, 1769) : nord-ouest de l'Afrique, ouest et sud de l'Europe jusqu'aux Balkans ;

- Tyto alba guttata (Brehm, CL, 1831) : centre de l'Europe et de l'est des Balkans jusqu'à l'Ukraine ;

- Tyto alba ernesti (Kleinschmidt, 1901) : Corse et Sardaigne ;

- Tyto alba erlangeri Sclater, WL, 1921 : Crète et Chypre par le Moyen-Orient jusqu'au sud de l'Iran ;

- Tyto alba schmitzi (Hartert, EJO, 1900) : Madère, Porto Santo et îles Desertas (centre-nord de la Macaronésie, nord-ouest de l'Afrique du Nord) ;

- Tyto alba gracilirostris (Hartert, EJO, 1905) : est des îles Canaries (centre de la Macaronésie, nord-ouest de l'Afrique du Nord) ;

- Tyto alba detorta Hartert, EJO, 1913 : Cap-Vert (la plupart des îles; sud de la Macaronésie, ouest de l'Afrique du Nord) ;

- Tyto alba poensis (Fraser, 1843) : Afrique subsaharienne, Bioko (nord des îles du Golfe de Guinée) ;

- Tyto alba thomensis (Hartlaub, 1852) : São Tomé (centre-sud des îles du Golfe de Guinée) ;

- Tyto alba hypermetra Grote, 1928 : Archipel des Comores, île Europa (sud-ouest de Madagascar, Canal du Mozambique) et Madagascar.

Quatre sous-espèces sont dorénavant considérées comme des espèces à part entière par l'Union internationale des ornithologues :
- Tyto deroepstorffi (monotypique);
- Tyto javanica (7 sous-espèces) ;
- Tyto glaucops (3 sous-espèces) ;
- Tyto furcata (10 sous-espèces).

### Monographie
- Yves Müller, L'Effraie des clochers, Éveil nature et science, coll. « Approche » n° 16, Saint-Yrieix-sur-Charente, 1999, 72 p.,  (ISBN 2840000229).
- Alexandre Roulin, Christine Mohr, Ma vie de chouette, La Salamandre, 2024, 176 p. (ISBN 2889585549, lire en ligne)